# Villaromagnano
Villaromagnano (piemontiul: La Vilëtta) település Olaszországban, Piemont régióban, Alessandria megyében. Lakosainak száma 647 fő (2023. január 1.). Villaromagnano Spineto Scrivia, Cerreto Grue, Sarezzano, Carbonara Scrivia, Tortona, Costa Vescovato és Paderna községekkel határos.

## Népesség
A település lakossága az elmúlt években az alábbi módon változott:
| Lakosok száma | 690  | 679  | 647  |
|               | 2017 | 2018 | 2023 |